# Tomoyuki Sakai
Tomoyuki Sakai (Saitama, 29. lipnja 1979.) japanski je nogometaš.

## Klupska karijera
Igrao je za JEF United Ichihara, Nagoya Grampus Eight, Urawa Reds i Vissel Kobe.

## Reprezentativna karijera
Za japansku reprezentaciju igrao je 2000. godine. Odigrao je 1 utakmicu.
S U-23 japanskom reprezentacijom Tomoyuki Sakai je igrao na Olimpijskim igrama 2000.

## Statistika
| Japan  | Japan | Japan |
| Godina | Nast. | Gol.  |
| ------ | ----- | ----- |
| 2000.  | 1     | 0     |
| Ukupno | 1     | 0     |

## Vanjske poveznice
- National Football Teams
- Japan National Football Team Database